# Okusni sustav
Okusni sustav je osjetilni sustav organa koji služi za osjet okusa. Osjet okusa spada u kemijske osjete (kao i njuh). Razlikujemo četiri temeljne vrste osjeta okusa: slatko, gorko, kiselo i slano. 
Poseban okus hrane ili pića nastaje kombinacijom osnovnih osjeta okusa i osjeta mirisa. 
Osjetni organi okusnog sustava, okusni pupoljci, nalaze se na posebnim vrstama jezičnih papila na određenim područjima jezika. Na okusni pupoljak dolazi slina s komadićima hrane. Posebne osjetne stanice koje se nalaze u pupoljcima reagiraju s kemijskim tvarima i prenose podražaj na aksone triju mozgovnih živaca: lični živac (lat. nervus facialis), jezičnoždrijelni živac (lat. nervus glosspharyngeus) i lutajući živac (lat. nervus vagus).
Kada se neka kemijska tvar, otopljena u slini, veže na receptor na osjetnoj stanici, dolazi do depolarizacije osjetne stanice i otpuštanja neurotransmitera u sinaptičku pukotinu između osjetne stanice i aksona neurona. Neurotransmiter "podražuje" neuron koji prenosi dalje signal.  
Tijela neurona koji daju aksone do osjetilnih stanica, nalaze se u trima ganglijima (lat. ganglion geniculi externi, lat. ganglion petrosum, lat. ganglion nodosum). 
Periferni dio tih neurona odvodi podražaj iz okusnih pupoljaka, dok središnji dio, podražaj dovodi u solitarnu jezgre (lat. nucleus solitarius) u moždanom deblu (središnji živčani sustav - SŽS). U jezgri se podražaj prenosi na tijela neurona koja su tu smještena, čiji aksoni dalje vode u različite strukture SŽSa.  